# オオグソクムシ
オオグソクムシ (大具足虫、学名：Bathynomus doederleinii) は、等脚目スナホリムシ科に属する海生甲殻類の一種である。

## 分類
1880年にルートヴィヒ・デーデルラインによって日本で採集され、1894年にArnold Edward Ortmannによって記載された。種小名は採集者への献名である。

## 分布
日本の本州中部以南の水深150-600メートルほどの深海底や、大陸棚に分布している。

## 特徴
生息域の水温は10℃〜15℃ほどと言われている。飼育は難しく、深海生物であるため1年中低温での水温管理が欠かせないため大規模な機材が必要とされる。一般人の長期飼育は難しいとされるが深海生物の中では飼育がしやすい方とも言われる。
繁殖についてはわかっていないことが多いが最近では鳥羽水族館などがオオグソクムシの繁殖に成功した。
体長は体幅の約3倍で、ダイオウグソクムシ（約2倍）と比べて細長い。腹尾節の中心線は盛り上がっており、後縁には7本の棘がある。
ダンゴムシやフナムシの仲間である等脚類の中では、本種は日本最大種であり、体長が10-15センチメートルにも達する。体が大きいぶん、等脚類の特徴である第一触角も判別できるほど大きい。腹部末端の遊泳肢を動かし、体を仰向けにし、上下にくねらせるようにして泳ぐ。口から悪臭を出して、身を守ると言われている。
その姿が面白く、最近は本種を飼育している水族館も増えてきている。
2013年2月16日、愛知県蒲郡市の竹島水族館が、卵を孵化させることに日本で初めて成功した。

## 食性
本種は雑食性で、水中の有機物なら何でも食べ、魚の死体や弱った小動物、ヒトデなどを食べる。見た目がグロテスクで非常に貪欲で、網にかかった魚を食い荒らすことがあるので、漁師からは嫌われているものの、海中生物の死体を掃除してくれる役割も強く、他の動物達の餌にもなっているという側面もある。

## 利用
本種は深海に生息し、生物としての知名度も低い。しかし駿河湾等一部の地域では深海魚に混ざって漁獲され、漁港で販売しているという。食べた人の証言によると、筋肉部分はエビとシャコの中間のような味、またはエビやカニに似た味といわれ、非常に美味との声もあるが、食用可能な部分は少量である上、内臓は苦味が強く不味だという。2015年春には、静岡県焼津市で現地の漁師親子の発案によるオオグソクムシの粉末入り煎餅が発売され、人気を呼んでいる。2021年のこいのぼりシーズンには、静岡県沼津市のオフィスグルーが運営するオリジナルこいのぼり製作チーム「ミセスミシン」が、オオグソクムシ型のこいのぼり「オオグソクムシのぼり」を製作した。